# Molophilus (Molophilus) porrectus
Molophilus (Molophilus) porrectus is een tweevleugelige uit de familie steltmuggen (Limoniidae). De soort komt voor in het Australaziatisch gebied.